# Избищи (Вологодская область)
Избищи (Избища) — деревня в Устюженском районе Вологодской области.
Входит в состав Залесского сельского поселения, с точки зрения административно-территориального деления — в Залесский сельсовет.
Расстояние по автодороге до районного центра Устюжны — 31 км, до центра муниципального образования деревни Малое Восное — 11 км. Ближайшие населённые пункты — Дорино, Перговищи, Ярцево, Большое Помясово.

## История
В конце XIX и начале XX века деревня административно относилась к Избищскойсельской общине Перской волости Устюженского уезда Новгородской губернии.
К Избищской сельской общине относилась так же деревня Перговищи.
Согласно "Списку населенных мест Новгородской губернии за 1911 г." деревня Избища - самое многолюдное поселение в Перской волости. В деревне было 80 занятых постройками дворовых мест, на которых было 92 жилых строения. Жителей обоего пола - 513 человек (мужчин - 253, женщин - 260). Главное занятие жителей - земледелие, подсобное занятие - сплав леса. Ближайший водоем - колодцы и пруд. В деревне располагалось часовня, земская школа, хлебо-запасной магазин, мелочная лавка.

## Демография
Население по данным переписи 2002 года — 33 человека (9 мужчин, 24 женщины). Всё население — русские.

## Достопримечательности
В деревне расположен памятник архитектуры дом Д. М. Соколова.